# E. Wedel
Lotte Wedel Sp. z o.o., також відома як E. Wedel — кондитерська фабрика у Варшаві, Польща, яка входить до японсько-південнокорейського холдингу «Lotte». Найстаріша в Польщі шоколадна фабрика.
Шоколадна фабрика заснована у 1851 році Карлом Ернестом Веделем.
З 2010 року входить до структури японсько-південнокорейського холдингу «Lotte».

## Галерея

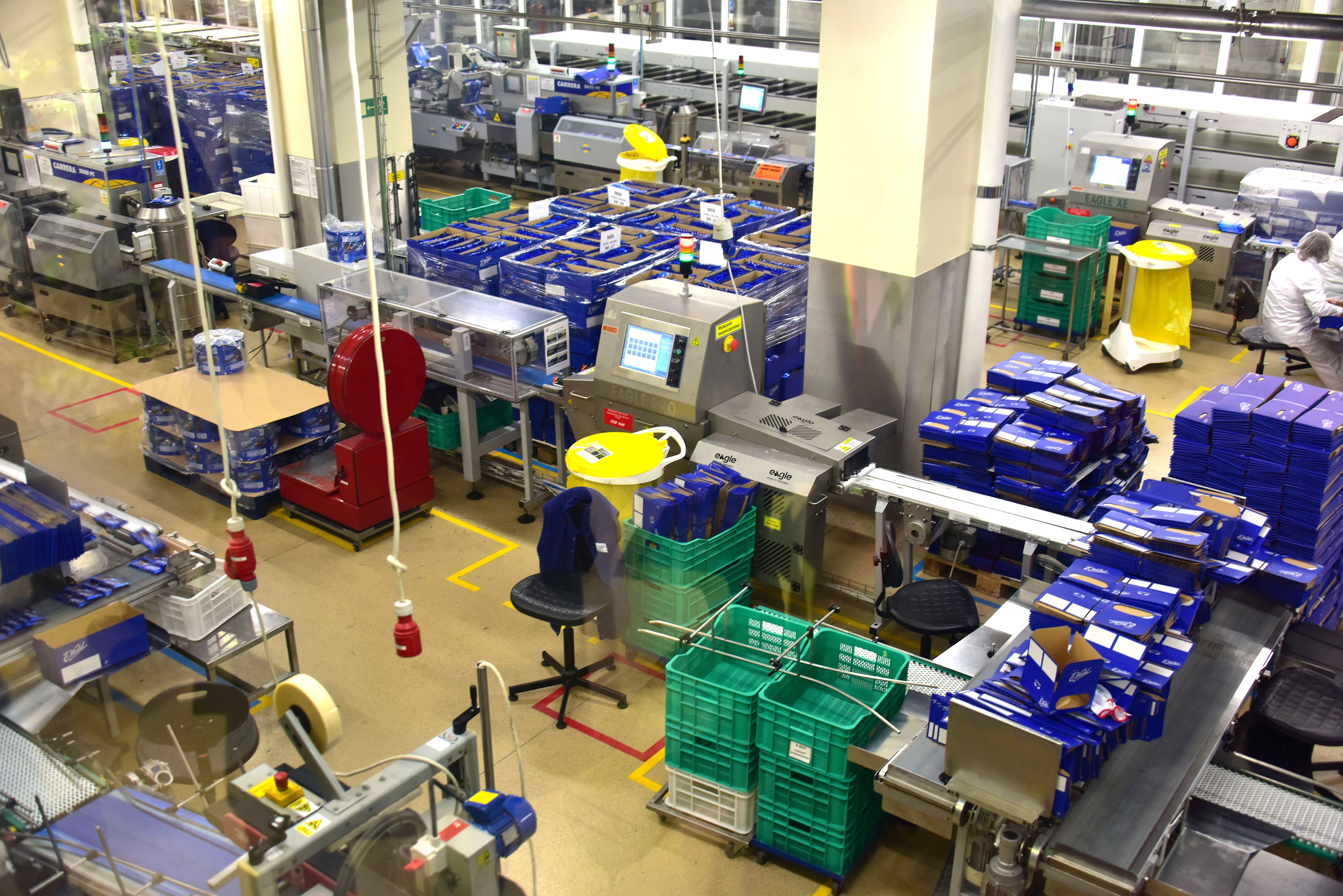
Лінія з виробництва шоколаду
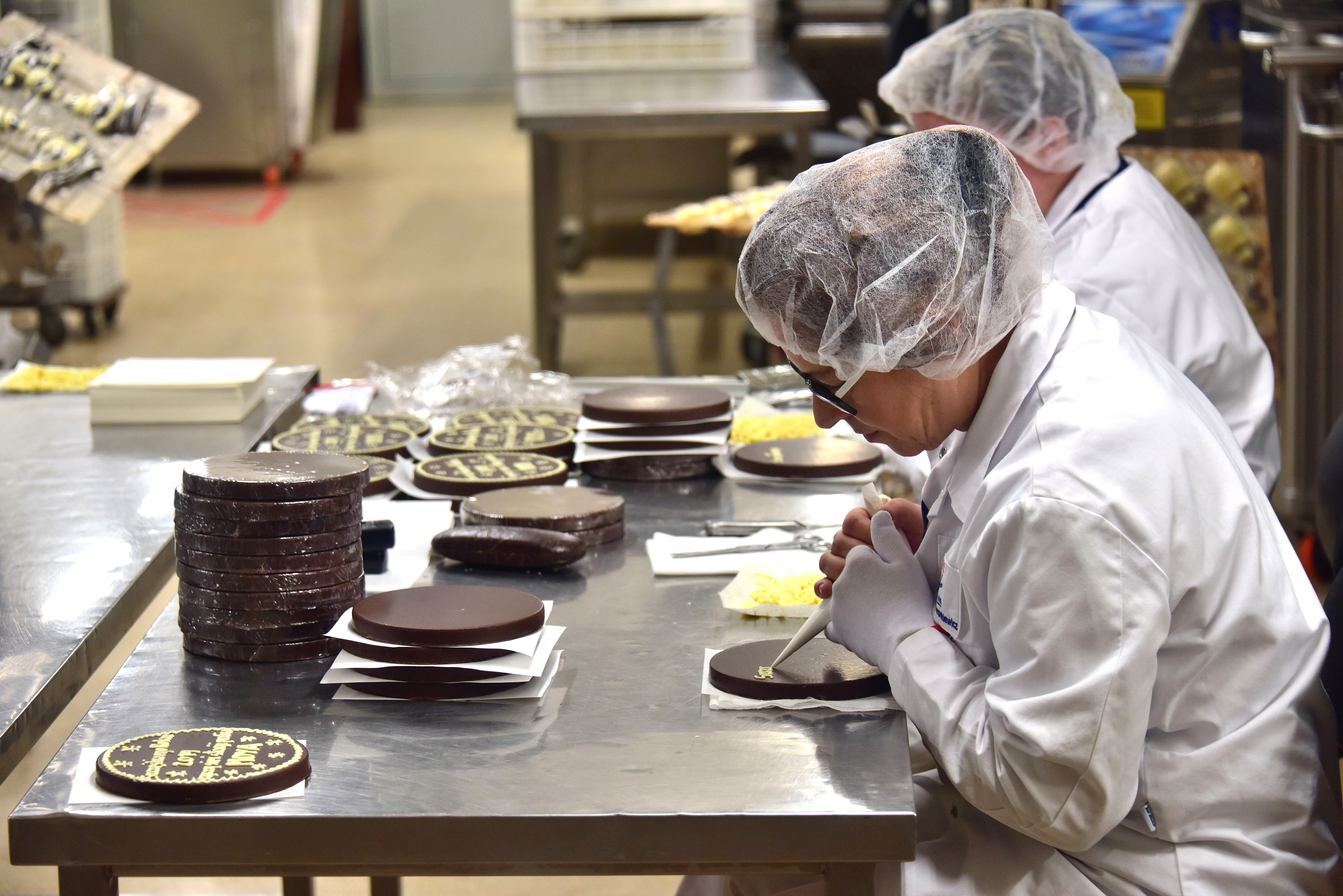
Ручне прикрашання тортиків, 2018